# Tagansko–Krasnopresnenskajalinjen
Tagansko–Krasnopresnenskajalinjen (ryska: Таганско–Краснопресненская линия) är den mest trafikerade linjen i Moskvas tunnelbana, och korsar Moskva i nordväst-sydöstlig riktning. Linjen byggdes under åren 1966–1975, och förlängdes 2013–2015, och har idag 23 stationer.
Linjen är tungt trafikerad och i synnerhet den östra tidigare slutstationen Vychino var mycket hårt belastad, Vychino renoverades och fick större perronger 2004, och 2013 kom en efterlängtad expansion då linjen förlängdes med två stationer och Zjulebino blev ny slutstation. 2015 förlängdes linjen ytterligare åt sydöst med Kotelniki som ny slutstation.

## Historia
Stationen Spartak ligger under Tusjinoflygfältet där stora festivaler och utomhuskonserter ofta hålls, och Otkrytije arena som är hemmaarena för FK Spartak Moskva. Stationen byggdes nästan helt färdig år 1975, men öppnades inte förrän i augusti 2014.

## Framtida planer
En förlängning norrut till distriktet Kurkino planeras. 